# ヴァイノ・シーカニエミ
ヴァイノ・シーカニエミ（Väinö Villiam Siikaniemi、1887年3月27日 - 1932年8月24日）は、フィンランドの陸上競技選手である。彼は、1912年に開催されたストックホルムオリンピックのやり投（両手投） で銀メダルを獲得した。

## 経歴
シーカニエミは、ストックホルムオリンピックでやり投及びやり投（両手投）の2種目に出場している。やり投では、52メートル43センチを記録して予選全体で25選手中5番目の成績だったが、決勝に進めたのは予選上位の3選手だけに限られていたためにメダル獲得はならなかった。
14選手が出場したやり投（両手投）では、各選手が左右それぞれの手で3回ずつ、計6回の投てきを行った。シーカニエミは右手の第1投目54.09メートルと左手での第3投目47.04メートルがベストの記録となり、その合計が101.13メートルで同じくフィンランド代表のユーホ・サーリストに次いで2位となり、銀メダル獲得を果たした。なお、3位にも同じくフィンランド代表のウルホ・ペルトネンが入り、フィンランド勢がメダルを独占する結果となった。